# William McCullagh Torrens
William Torrens McCullagh Torrens, född den 13 oktober 1813, död den 26 april 1894, var en engelsk politiker och författare. 
Torrens blev advokat 1836 och var 1847–1852 samt ånyo 1865–1885 medlem av underhuset. Han var utpräglat liberal och mycket verksam för rösträttens utvidgande 1867 samt för sociala framsteg. Torrens parlamentariska insatser bar frukt genom lagen om arbetarbostäder 1868 och upprättandet av Londons skolråd 1870. Dessutom skrev han Industrial history of free nations (1846), Empire in Asia (1872), Twenty years in Parliament (1893) och History of Cabinets (1894) samt levnadsskildringar av James Graham (1863), lord Melbourne (2 band, 1877) och lord Wellesley (1880).